# Парламентские выборы в Сан-Марино (1943)
Парламентские выборы в Сан-Марино проходили 5 сентября 1943 года. 28 июля 1943 года бывшая правящая Фашистская партия Сан-Марино была распущена. Все политические партии создали единый лист List Unica, который получил все 60 мест парламента.
Комитет свободы, выступавший под названием «Единый список», был образован итальянскими антифашистами по линии Комитета национального освобождения.

## Результаты
| Партия                               | Голоса | %    | Мест |
| ------------------------------------ | ------ | ---- | ---- |
| List Unica                           | 3 174  | 100  | 60   |
| Недействительных/пустых бюллетеней   | 45     | –    | –    |
| Всего                                | 3 219  | 100  | 60   |
| Зарегистрированных избирателей/ Явка | 3 932  | 54,3 | –    |
| Источник: Nohlen & Stöver            |        |      |      |